# Skeid Fotball
Skeid Fotball – norweski klub piłkarski z siedzibą w mieście Oslo.

## Historia
Klub Skeid założony został 1 stycznia 1915 roku. Ostatni raz w najwyższej lidze norweskiej grał w 1999 roku. Obecnie (sezon 2025) występuje w 1. divisjon.
W 1/16 finału Pucharu Zdobywców Pucharów edycji 1975/1976 klub został wyeliminowany przez Stal Rzeszów.
W 1979 szkoleniowcem drużyny był Jacek Gmoch.

## Sukcesy
- Eliteserien
  - mistrzostwo (1): 1966
  - wicemistrzostwo (5): 1938/1939, 1952/1953, 1953/1954, 1957/1958, 1967
- Puchar Norwegii
  - zwycięstwo (8): 1947, 1954, 1955, 1956, 1958, 1963, 1965, 1974
  - finał (3): 1939, 1940, 1949

## Europejskie puchary
Legenda do wszystkich tabel:
- Q – runda eliminacyjna, 1/16, 1/8, 1/4, 1/2 – odpowiednia faza rozgrywek, Grupa – runda grupowa, 1r gr – pierwsza runda grupowa, 2r gr – druga runda grupowa, F – finał, R – runda, PO – play-off
- k. – rzuty karne, los. – losowanie, Dogr. – dogrywka, w. – zasada bramek strzelonych na wyjeździe

| Sezon   | Rozgrywki                 | Runda | Klub               | Dom | Wyjazd | Ogólnie |
| ------- | ------------------------- | ----- | ------------------ | --- | ------ | ------- |
| 1964/65 | Puchar Zdobywców Pucharów | 1R    | FC Haka            | 1–0 | 0–2    | 1–2     |
| 1966/67 | Puchar Zdobywców Pucharów | 1R    | Real Saragossa     | 3–2 | 1–3    | 4–5     |
| 1967/68 | Puchar Europy             | 1R    | Sparta Praga       | 0–1 | 1–1    | 1–2     |
| 1968/69 | Puchar Miast Targowych    | 1R    | AIK Fotboll        | 1–1 | 1–2    | 2–3     |
| 1969/70 | Puchar Miast Targowych    | 1R    | TSV 1860 Monachium | 2–1 | 2–2    | 4–3     |
| 1969/70 | Puchar Miast Targowych    | 2R    | Dinamo Bacău       | 0–0 | 0–2    | 0–2     |
| 1975/76 | Puchar Zdobywców Pucharów | 1R    | Stal Rzeszów       | 1–4 | 0–4    | 1–8     |
| 1979/80 | Puchar UEFA               | 1R    | Ipswich Town       | 1–3 | 0–7    | 1–10    |